# Saturn INT-20
Saturn INT-20 a été une proposition de lanceur dérivé de Saturn V. Un inter-étage serait aménagé au-dessus de l'étage S-IC pour soutenir l'étage S-IVB, de sorte qu'il pouvait être considéré soit comme un Saturn IB avec un premier étage plus puissant, soit comme un Saturn V tronqué, sans le deuxième étage S-II.
Trois variantes ont été étudiées, l'une avec trois moteurs F-1 dans le premier étage, une à quatre moteurs, et une autre à cinq.

## Performance
Sans l'étage S-II, qui constituait une grande partie de la masse de la fusée Saturn V, la variante à cinq moteurs de Saturn INT-20 serait grandement maîtrisée et accélérerait sensiblement plus rapidement que Saturn V. Pour éviter un stress aérodynamique excessif dans la basse atmosphère, trois moteurs seraient fermés 88 secondes après le lancement, avec le reste du vol du premier étage effectué avec seulement deux moteurs. En conséquence, les coûts supplémentaires et la complexité du cinquième moteur seraient injustifiés.
La variante à quatre moteurs serait lancée avec quatre moteurs allumés et arrêterait deux moteurs 146 secondes après le lancement. Les deux autres moteurs brûleraient jusqu'à l'arrêt du premier étage, 212 secondes après le lancement. Cette variante pourrait mettre environ 60 tonnes sur une orbite de 185 km, contre environ 118 tonnes pour Saturn V, à trois étages.
La variante à trois moteurs fonctionnerait avec tous ses moteurs jusqu'à l'arrêt du premier étage, 146 secondes après le lancement. Cette variante pourrait mettre environ 118 tonnes de charge utile en orbite de 185 km, environ deux fois la charge utile du lanceur Saturn IB.
Les variantes à trois moteurs ou à quatre moteurs auraient donc prévu une capacité de charge utile intermédiaire entre Saturn IB et Saturn V, et la réutilisation des composants de Saturn V réduirait les coûts et simplifierait les opérations au sol par rapport à la construction d'un lanceur entièrement nouveau dans cette gamme de charge utile.